# 커트니 게인즈

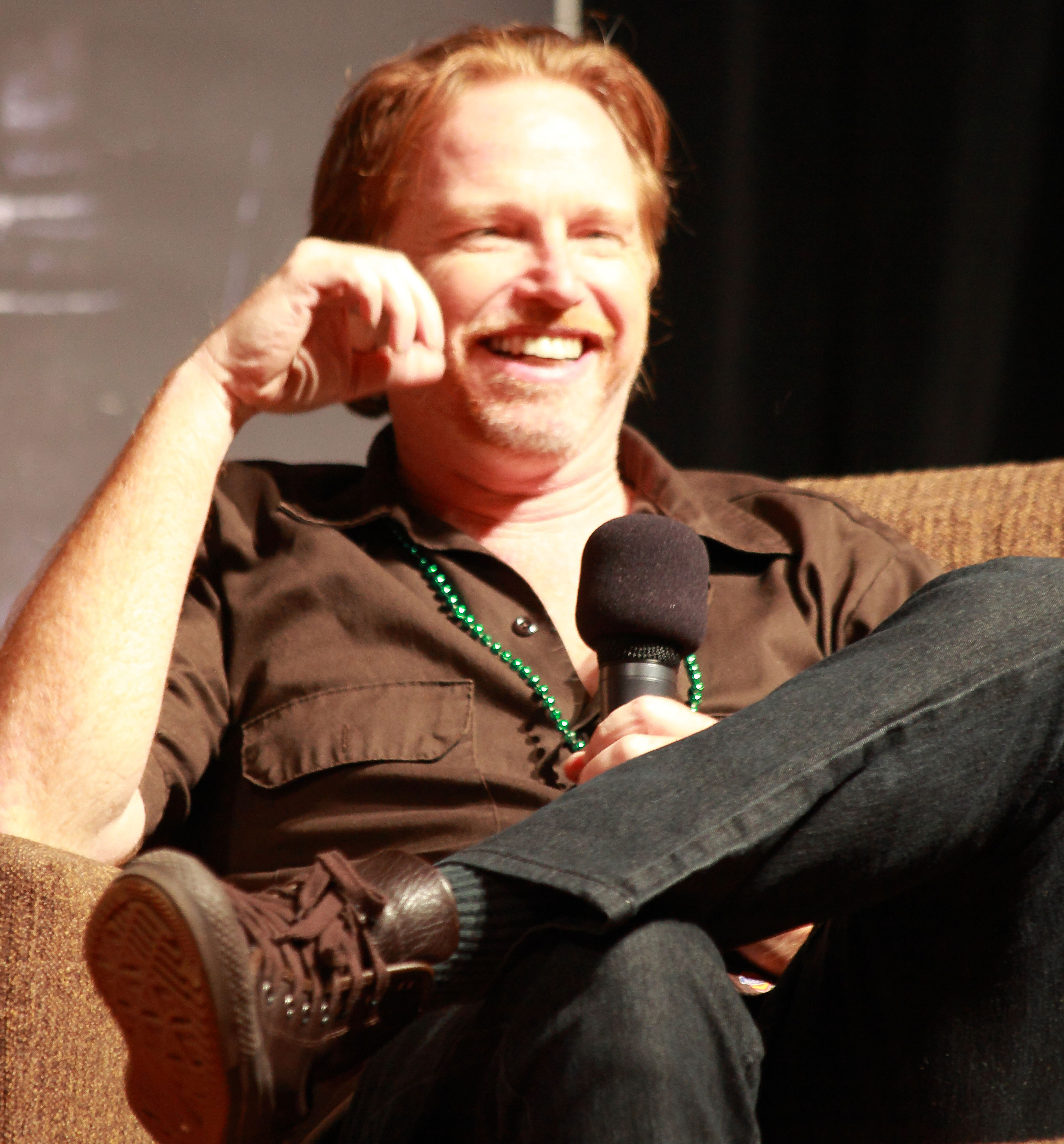

코트니 게인스(Courtney Gains, 1965년 8월 22일 ~ )는 미국의 배우, 각본가, 영화 제작자, 음악가이며, 로스앤젤레스에서 태어났다.

## 출연 작품
- 데들리 크러쉬 (2018년) - 로렌스 역
- 콜드 브룩 미스터리 (2018년)
- 다크시티: 뱀파이어의 습격 (2018년)
- 스크램블 (2017년)
- 트래픽 (2017년)
- 9/11 (2017년)
- 더 펀하우스 매서커 (2015년)
- 필드 오브 로스트 슈즈 (2014년) - 치녹 대장 역
- 포르노 메이커 (2014년)
- 더 하우스 어크로스 더 스트리트 (2013년) - 네드 역
- 다크 캐년 (2012, Ambush at Dark Canyon) - 보안관 헐리 역
- 미메시스 (2011년)
- 더 어센트 (2010년)
- 복수자 (2010년) - 텔레마케터 역
- 더 콰이어트 원스 (2010년)
- 레이븐 (2009년) - 대니 역
- 샤도우하트 (2009년) - 핀치 역
- 에얼리언 인카운터 (2008년)
- 프리저번 (2005년)
- 못말리는 섹스 아카데미 (2003년)
- 스위트 알라바마 (2002년) - 웨이드 보안관 역
- 킹 코브라 (1999년)
- 렌드레이디 (1998년)
- 킬링 그라운드 (1998년)
- 에너미 라인 (1998년) - 처치 역
- 코드 제로 (1998년)
- 딜레마 (1997년)
- FBI 기동 타격대 7 (1994년)
- 멤피스 벨 (1990년)
- 유령 마을 (1989년) - 한스 크로펙 역
- 범죄와의 전쟁 (1988년)
- 연애학개론 (1987년)
- 랫보이 (1986년)
- 시크릿 어드마이어 (1985년) - 더그 역
- 황야의 건달 (1985년)
- 백 투 더 퓨처 (1985년)
- 옥수수밭의 아이들 (1984년)
- 하드바디 (1984년)

### 텔레비전
- In the Heat of the Night (1993)
- 탐정 몽크 (2008)